# Římské míry
Římské míry, tedy jednotky měření používané ve starověkém Římě, byly založeny podobně jako mnoho předdecimálních metrických měření na ještě starších systémech (mezopotámském, egyptském a řeckém).
Tyto míry v zásadě platily v celé římské říši, ale existovaly regionální rozdíly a nebyly přesné ani vždy dostupné standardní hodnoty. Měření byla proto prováděna s různými jednotkami, které se mohly mírně lišit, případné odchylky jsou zcela normální a hodnoty v tabulkách v tomto článku jsou pouze orientační.

## Délkové míry
| latinské jméno | délka    | české jméno |
| -------------- | -------- | ----------- |
| digitus        | 0,0185 m | palec       |
| palmus         | 0,0741 m | dlaň        |
| pes            | 0,296 m  | stopa       |
| cubitus        | 0,444 m  | loket       |
| passus         | 1,48 m   | krok        |
| millepassus    | 1480 m   | míle        |

## Plošné míry
| latinské jméno | plocha      | české jméno     |
| -------------- | ----------- | --------------- |
| pes quadratus  | 0,0878 m2   | stopa čtvereční |
| iugerum        | 2 518,88 m2 | jitro           |

## Duté míry

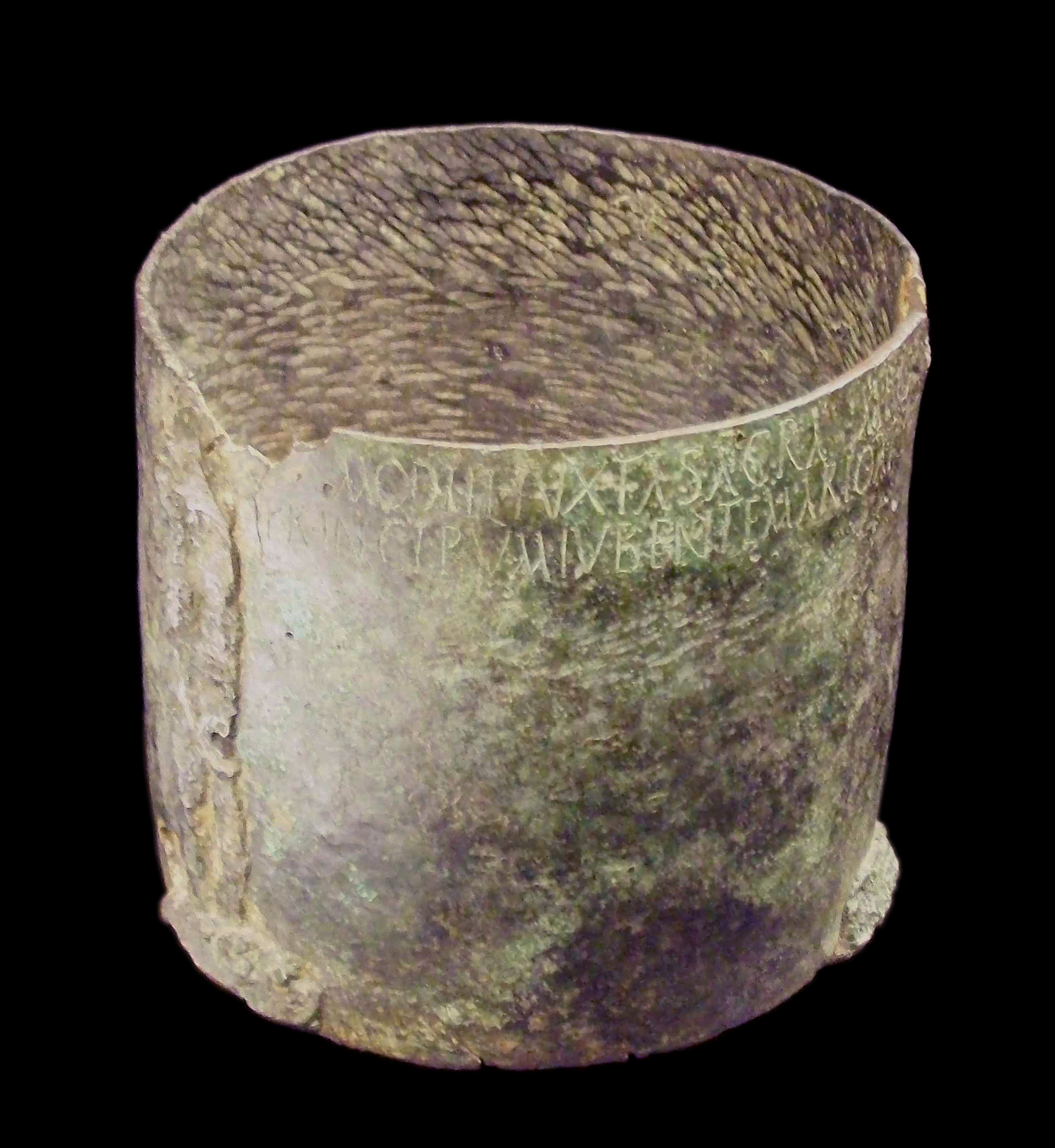
Modius (4. století)

| latinské jméno | objem    | české jméno |
| -------------- | -------- | ----------- |
| cyathus        | 0,0459 l | číše        |
| hemina         | 0,274 l  | mísa        |
| sextarius      | 0,547 l  |             |
| congius        | 3,275 l  |             |
| urna           | 13,13 l  |             |
| amphora        | 26,26 l  |             |
| modius         | 8,73 l   | měřice      |

## Váhy
| latinské jméno | hmotnost | české jméno |
| -------------- | -------- | ----------- |
| scrupulum      | 1,137 g  |             |
| uncia          | 27,28 g  | unce        |
| libra          | 327,45 g | libra       |
| mina           | 436,6 g  | mina        |
| talentum       | 26,2 kg  | talent      |